# يوشي كوموري
يوشي كوموري (باليابانية: 小森芳枝) هي مبارزة بالسيف يابانية، ولدت في 10 مايو 1937.

## وصلات خارجية
- يوشي كوموري على موقع أوليمبيديا (الإنجليزية)